# Pseudoclema
Pseudoclema es un género de escarabajos de la familia Buprestidae.

## Especies
- Pseudoclema theryi Cobos, 1954
- Pseudoclema transvaalense (Kerremans, 1911)